# 우렁각시
우렁각시는 2002년에 개봉한 대한민국의 영화이다.

## 캐스팅
- 권병준 : 건태 역
- 채명지 : 우렁각시 역
- 기주봉 : 용백 역
- 최선자 : 할멈 역
- 조재연 : 철공소사장 역
- 이봉규 : 원수 역
- 공호석 : 독노인 역
- 김용선 : 양 마담 역
- 김경수 : 공배 (단속반) 역
- 정재진 : 종삼 (단속반) 역
- 임진순 : 일식 (부하) 역
- 이준혁 : 중식 (부하) 역
- 엄춘배 : 한랑 역
- 양혁준 : 웨이터 역
- 손명수 : 웨이터 역
- 신선아 : 웨이터 (우렁시종) 역
- 서찬호 : 우렁대장 역
- 배수백 : 우렁이 1 역
- 김주복 : 우렁이 2 역
- 이소윤 : 꿈속여인 역
- 김대용 : 꿈속악당 역
- 라익범 : 꿈속악당 역
- 이창 : 꿈속악당 역
- 이창욱 : 꿈속악당 역
- 조상구 (우정출연)